# 최상급육군지휘부

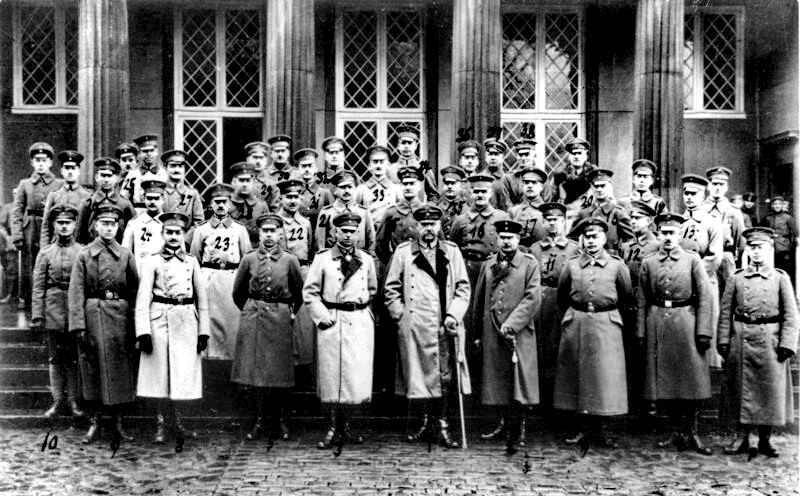
빌헬름스회헤궁에 설치된 대본부(Großes Hauptquartier)에 모인 최상급육군지휘부 간부들(1918년 11월).

최상급육군지휘부(독일어: Oberste Heeresleitung; OHL)는 제1차 세계대전 당시 독일 제국 육군의 전략작전지휘부 또는 최고총사령부에 해당하는 기관이었다. 그 수장을 야전육군장군참모장(독일어: Chef des Generalstabes des Feldheeres)이라 했다.
야전육군장군참모장이 누구인지에 따라 소 몰트케의 제1차 OHL(독일어: Erste OHL, 1914년), 팔켄하인의 제2차 OHL(독일어: Zweite OHL, 1914년-1916년), 힌덴부르크-루덴도르프의 제3차 OHL(독일어: Dritte OHL, 1916년-1919년) 이렇게 세 단계로 시대를 구분하며, 각 시기마다 조직의 성격이 조금씩 달랐다. 특히 1차대전의 하반기 동안 제3차 OHL은 독일 황제 빌헬름 2세를 허수아비로 만들고 사실상 전권을 장악하여 군부독재권력을 휘둘렀다.

## 설립 경위와 초기 직제
1871년 독일 제국이 성립되었을 당시, 북독일 연방해군의 후신이었던 독일 황립해군은 제국 수준에서 일원적으로 운용되었지만, 육군은 왕작급 제후국의 자치가 계속 허용되어서 프로이센 육군, 왕립 작센 육군, 뷔르템베르크 육군, 바이에른 육군이 따로 존속했다. 이 육군들은 각자의 제후국에 별도의 장관급 전쟁부(Kriegsministerien)를 가지고 평시에는 별도의 통수권 하에서 자치를 누렸다. 오로지 전시에만 연합육군을 구성하여 독일 황제가 그 총사령관인 최상급전쟁군주(독일어: Oberster Kriegsherr)가 되도록 독일 제국 헌법에 규정되어 있었다.
그러나 황제의 총사령관으로서 직위는 다분히 의전적인 것이었고, 실제 권위는 황제의 명의로 명령서를 발행하는 프로이센 대장군참모장에게 있었다. 1차대전이 발발하기 직전 대장군참모장은 소 몰트케였고, OHL은 장군참모장 몰트케가 이끄는 참모사령부였다.:180
원래 대장군참모부는 산하 5개 과가 있었고, 1차대전 중에 2개 과가 더 설치되었다.
- 중앙과(Zentral-Abteilung) - 장군참모부 내부 사안을 행정관리.
- 작전과(Operationsabteilung) - 참모부의 중핵. 작전기획 및 명령 담당.
  - B작전과(Operationsabteilung B) - 1916년 8월 15일 작전과에서 독립. 마케도니아 전선 및 터키 전선 감독 담당.
  - 제2작전과(Operationsabteilung II) - 원래 작전과 중포병단이었으나 1916년 탄약부서와 합병해서 독립. 전시경제 담당.
- 정보과(Nachrichtenabteilung) - 군사정보 분석 담당.
- 제3과 b단 - 간첩 및 방첩 담당.
- 정무과(Politische Abteilung) - 정치기관들과의 연락 및 법무 담당.

또한 야전육군장군참모장 뿐 아니라 전시내각 각료, 보급 담당 장성, 각종 주특기(포병, 공병, 의무, 통신, 탄약, 철도)별 전문자문관, 4개 제후국 전쟁부 대표단, 동맹국 대표단도 OHL에 참석했다. 한편 독일 황제는 또한 독일 황립해군의 총사령관이기도 했고, 1918년 8월 해전지휘부(SKL)를 설치했다. 그러나 전쟁 초기에 OHL과 SKL의 공조능력은 형편없었다.

## 역사

### 몰트케의 제1차 OHL
1914년 동원령이 내려지고 1차대전이 발발할 당시, 프로이센 대장군참모단이 OHL의 중핵을 구성했다. 1906년부터 프로이센 대장군참모장이었던 헬무트 폰 몰트케 상급대장이 그대로 야전육군장군참모장이 되었다.:180 몰트케는 오랫동안 함께 일해온 부하들에게 상당한 권한을 위임했고, 특히 작전과장 게르하르트 타펜 대령, 정보과장 리하르트 헨트슈 중령을 신임했다. 이런 참모장교들은 OHL을 대표해 하급단대로 파견되어 상황을 조사하고 결정을 내리기도 했다.
독일 연합육군은 초기에는 승전했으나, 제1차 마른강 전투에서 돈좌되었다. OHL과 최전선 사이의 통신이 두절되자 몰트케는 상황파악을 위해 제1군과 제2군에 헨트슈를 파견했다. 두 야전군이 25 마일이나 떨어져서 프랑스군에게 포위섬멸당할 위기에 있음을 파악한 헨트슈는 엔강까지 병력을 후퇴할 것을 명령했다. 이 소식을 전해들은 몰트케는 9월 9일 신경쇠약으로 쓰러졌다.

### 팔켄하인의 제2차 OHL
몰트케의 후임은 프로이센의 전쟁장관이던 에리히 폰 팔켄하인 중장이었다. 팔켄하인은 9월에 이미 실질적으로, 그리고 10월 25일에 공식적으로 몰트케를 교체했다.:179 타펜이 작전과장 직을 유지하는 한편, 팔켄하인은 자기 계열의 아돌프 빌트 폰 호엔보른과 후고 폰 프라이탁로링호펜 남작을 OHL에 데려왔다. 호엔보른은 OHL에서 병참총감을 역임하다 1915년 1월 팔켄하인이 프로이센 전쟁장관 겸임을 그만두자 그 후임으로 프로이센 전쟁장관이 되었다. 그 뒤 프라이탁로링호펜 남작이 후임 병참총감이 되었다. 전임자 몰트케와 달리 팔켄하인은 의사결정을 부하들에게 맡겨놓지 않고 모든 것을 자신이 파악해서 결정했으며, 부하들에게 설명해주는 일조차 드물었다. 이런 성격 탓에 후세 역사학자들은 팔켄하인의 실제 의도를 파악하는 데 어려움을 겪고 있다.
OHL을 접수한 팔켄하인은 영불 협상군과 바다로의 경주를 벌인 끝에 제2차 이프르 전투를 벌였으나, 독일군과 협상군 모두 대규모 공세로도 상대의 전선에 돌파구를 마련할 수 없었다. 팔켄하인의 야전육군장군참모장 재임기에 OHL의 전략은 크게 두 쟁점으로 이루어졌다.
첫 번째는 서부전선과 동부전선의 우선순위 문제였다. 타넨베르크 전투와 제1차 마수리아 습지 전투에서 승리한 동부전선의 파울 폰 힌덴부르크는 전쟁영웅이 되었고, 힌덴부르크의 승리는 서부전선의 교착상태외 좋은 비교가 되었다. 힌덴부르크와 그 당여들은 러시아를 전쟁에서 이탈시키는 것을 목적으로 독일의 전력을 동부전선에 집중시키기를 원했다. 팔켄하인은 프랑스와 영국이 주적이고, 러시아에게 결정적 승리를 거두는 것은 불가능하다고 생각했기 때문에 힌덴부르크 도당에게 저항했다.
두 번째는 베르됭 전투였다. 베르됭은 팔켄하인의 서부전선 전략의 중심 조각이었다. 전후 회고록에서 팔켄하인은 프랑스군을 소모전으로 끌어내 마모시키려는 의도였다고 설명했다. 그러나 베르됭 전투가 인류사상 최악의 소모전이 되면서 프랑스군과 독일군은 거의 비등하게 처참한 피해를 입었다. 베르됭의 실패, 그리고 1916년 8월 루마니아 왕국이 협상국에 가담한 것으로 인해 팔켄하인은 8월 29일 강판되고 힌덴부르크로 교체되었다.:451

### 힌덴부르크의 제3차 OHL
파울 폰 힌덴부르크는 세 번째이자 마지막 야전육군장군참모장이 되었고, 1916년 8월 31일에는 그의 이름을 건 전시경제체제인 힌덴부르크 프로그램이 제시되었다. 그러나 정작 힌덴부르크는 새 시대의 전략기획이나 전시경제에 관해 아는 것이 전혀 없는 인물이었다.:513 힌덴부르크는 거의 얼굴마담으로서 군부의 대변자 역할을 수행했다. OHL의 실제 실권은 힌덴부르크의 제1장군부관감(Erster Generalquartiermeister) 에리히 루덴도르프 보병대장이 장악했다.:513–514 힌덴부르크-루덴도르프 이두체제는 독일의 전쟁수행에 관련된 의사결정 전반을 장악해나갔고, 황제 빌헬름 2세와 수상 테오발트 폰 베트만홀베크를 거의 허수아비로 만들어 사실상의 군사독재 체제를 만들었다. 이 두 장군은 전쟁에 패배하기 직전까지 수상을 베트만홀베크에서 게오르크 미하엘리스로(1917년 여름), 또 게오르크 폰 헤르틀링으로(1917년 10월 31일) 마음대로 교체했다. 1918년 9월 30일 불가리아와 오스트리아-헝가리가 조건부 항복하고 서부전선의 붕괴가 임박하자, 다시 헤르틀링을 막시밀리안 폰 바덴 대공자로 교체했다.:19–20
OHL은 힌덴부르크 프로그램으로 총력전 전략을 가동했다. 결정적 승리를 거두거나 또는 나라가 아예 거덜나거나였다. 루덴도르프는 무제한 잠수함 작전의 재개를 명령했고, 이것은 치머만 전보와 함께 미국이 협상국의 편으로 참전하는 계기가 되었다. OHL은 스위스에 망명 중이던 블라디미르 레닌과 그 당여들을 러시아로 수송해서 10월 혁명을 일으키게 했다. OHL은 레닌의 볼셰비키 정부와 브레스트-리토프스크 조약을 맺어 동부전선을 종결하고, 동부전선의 잉여병력을 모조리 서부전선로 돌려 1918년 춘계 공세를 펼쳤으나 실패했다. 협상국이 100일 공세로 역습해오던 1918년 9월 말, 루덴도르프는 독일 정부의 “문민화(parliamentisation)”와 즉각적 휴전교섭을 주장했다. 10월이 되자 변심한 루덴도르프는 결사항전을 주장했으나, 잘리고 빌헬름 그뢰너 중장으로 제1장군부관감이 교체되었다. 어차피 얼굴마담이었던 힌덴부르크는 1919년 여름까지 직을 유지하다 사임했다.

### 해산
1918년 독일 11월 혁명이 일어나자 힌덴부르크와 그뢰너는 빌헬름 2세에게 퇴위를 권고했다. 그 뒤 그뢰너는 독일사회민주당 당수 프리드리히 에베르트와 접촉해 사민당이 세울 공화국이 극좌파 진압에 동의하는 것을 대가로 군부는 신생 공화국에 충성하겠다는 에베르트-그뢰너 밀약을 맺었다. 1918년 11월 1차대전이 완전히 종전하자 OHL은 벨기에 스파에서 카셀의 빌헬름스회헤궁으로 옮겼고, 독일 연합육군이 점령지에서 철수하는 것을 감독했다. 마지막으로 OHL은 1919년 2월 힌터포메른의 콜베르크로 이전했다. 신생 폴란드 제2공화국의 영토 잠식 시도를 막기 위해서였다.
6월 말 힌덴부르크가 사임한 뒤 마지막 며칠간 그뢰너가 야전육군장군참모장을 대행했다. 1919년 7월, 베르사유 조약에 의해 독일 제국 최상급육군지휘부는 프로이센 대장군참모부와 함께 해산되었다. OHL이 해산되었기 때문에 1919년 9월 사임할 당시 그뢰너의 공식적인 보직은 콜베르크 사령소(Kommandostelle Kolberg) 사령소장이었다.

## 본부 위치
- 독일 제국 베를린: 1914년 8월 2일-8월 16일
- 독일 제국 코블렌츠: 1914년 8월 17일-8월 30일
- 룩셈부르크 대공국: 1914년 8월 30일-9월 25일
- 프랑스 제3공화국 샤를빌메지에르: 1914년 9월 25일-1916년 9월 19일
- 독일 제국 플레스성: 1916년 9월 20일-1917년 2월 10일
- 독일 제국 바트크로이츠나흐: 1917년 2월 17일-1918년 3월 7일
- 벨기에 왕국 스파: 1918년 3월 8일-1918년 11월 13일
- 독일 제국 빌헬름스회헤성: 1918년 11월 14일-1919년 2월 10일

## 같이 보기
- 육군최고사령부

## 참고 자료
1. 1 2 3 4 5 6  Leonhard, Jörn (2014). 《Die Büchse der Pandora: Geschichte des Ersten Weltkriegs》 [Pandora's Box: History of the First World War] (독일어). C. H. Beck. ISBN 978-3-406-66191-4.
2. ↑  Gerhard, Gross (2016). The Myth and Reality of German Warfare. The University Press of Kentucky. 75–78, 115쪽.
3. ↑  Foley 2007, 95–96쪽.
4. ↑  Foley 2007, 97쪽.
5. ↑  Foley 2007, 99쪽.
6. ↑  Foley 2007, 109–110쪽.
7. ↑  Foley 2007, 111쪽.
8. ↑  Haffner, Sebastian (2002). Die deutsche Revolution 1918/19 [The German Revolution, 1918–19] (독일어). Kindler. ISBN 3-463-40423-0.
9. 1 2  “Biografie Wilhelm Groener” [Biography of Wilhem Groener] (독일어). Bayerische Staatsbibliothek. 2013년 6월 26일에 확인함.
10. ↑  “Biografie Wilhelm Groener (German)”. Deutsches Historisches Museum. 2014년 7월 11일에 원본 문서에서 보존된 문서. 2013년 5월 22일에 확인함.

- Foley, R. T. (2007) [2005]. German Strategy and the Path to Verdun: Erich von Falkenhayn and the Development of Attrition, 1870–1916 pbk.판. Cambridge: CUP. ISBN 978-0-521-04436-3.